# Bison (есмінець)
«Бізон» (англ. FR Bison) — військовий корабель, лідер ескадрених міноносців типу «Гепард» Військово-морського флоту Франції у роки Другої світової війни. За французькою кваліфікацією великий ескадрений міноносець або контр-міноносець (фр. contre-torpilleur).
«Бізон» був закладений 14 березня 1927 року на верфі компанії Arsenal de Lorient у Лор'яні. 29 жовтня 1928 року він був спущений на воду, а 10 жовтня 1930 року увійшов до складу ВМС Франції.

## Історія служби
До початку Другої світової війни «Бізон» служив у 4-ій ескадрі есмінців французького флоту, що діяла в Атлантиці. В ніч на 7 лютого 1939 року під час навчань легкий крейсер «Жорж Лейг» протаранив його, відірвавши всю передню частину безпосередньо перед мостом, 18 людей загинуло. Есмінець залишався на плаву, а потім ремонтувався у Лор'яні до серпня 1939 року.
З початком світової війни «Бізон» був флагманом 11-ї ескадри есмінців. Активно діяв під час Норвезької кампанії. У ніч з 2 на 3 травня 1940 року він евакуював солдатів союзників з Намсуса разом з британськими есмінцями «Афріді», «Нубіан», «Келлі» та французьким «Фудро». Вранці, приблизно 10 серпня, 3 травня, він був сильно пошкоджений німецькими пікіруючими бомбардувальниками Ju 87 зі складу 1./StG.1 — бомба підірвала носовий льох боєприпасів і відірвала носову частину корабля. Вцілілих та солдатів підібрали британські есмінці «Грінейд», «Імперіал» та «Афріді». Загинули 103 члени екіпажу, в тому числі командир корабля капітан де Вассо. Потім «Афріді» добив «Бізона» артилерією, але під час чергового авіаційного нальоту того ж дня був потоплений німецькими бомбардувальниками разом з 30 моряками «Бізона».